# Iván Antonio Marín López

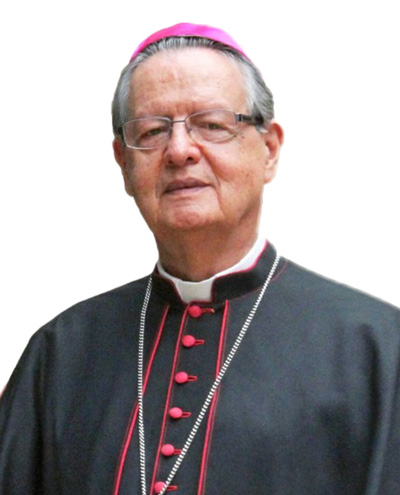
Iván Antonio Marín López

Iván Antonio Marín López (* 13. Mai 1938 in Jardín) ist ein kolumbianischer Geistlicher und emeritierter römisch-katholischer Erzbischof von Popayán.

## Leben
Iván Antonio Marín López empfing am 8. Dezember 1964 die Priesterweihe.
Papst Johannes Paul II. ernannte ihn 1992 zum Sekretär des Päpstlichen Rates „Cor Unum“
Am 19. April 1997 wurde er zum Erzbischof von Popayán ernannt. Die Bischofsweihe spendete ihm der Präsident des Päpstlichen Rates für Gerechtigkeit und Frieden, Roger Kardinal Etchegaray, am 6. Juni desselben Jahres; Mitkonsekratoren waren Erzbischof Paolo Romeo, Apostolischer Nuntius in Kolumbien, und Alberto Giraldo Jaramillo PSS, Erzbischof von Medellín.
Papst Franziskus nahm am 19. Mai 2018 seinen altersbedingten Rücktritt an.